# Collection dionysienne
Droit canonique
Droit du haut Moyen Âge
Dionysio-Hadriana
La Collection dionysienne, en latin Collectiones canonum Dionysianae, est un recueil canonique compilé au début du VIe siècle par Denys le Petit. Il s'est constitué au fil du temps par agrégation de matériaux différents qui ont fini par constituer le premier codex de droit canonique de l'Histoire.
Il s'agit d'une compilation des décrets des conciles œcuméniques qui ont eu lieu avant le sixième siècle. Dans une version ultérieure, ce manuscrit est enrichi de canons supplémentaires provenant des conciles africains ainsi que de certains décrets pontificaux de l'époque.

## Contenu
La Collection dionysienne s'est constituée par agrégation de matériau canonique issu des conciles œcuméniques tenus ente les Ier et Ve siècles compris, du concile de Jérusalem à celui de Chalcédoine. La compilation et la traduction de l'ensemble en latin, réalisée par Denys le Petit au début du VIe siècle, en fait le premier codex de droit canonique de l'Histoire. Chaque partie de l'œuvre, correspondant à une période différente de publication par Denys, est précédée d'une préface de sa main,.
Denys lui-même nomme son travail le Codex canonum ecclesiasticorum ; le nom « dionysien » finit par s'imposer après sa mort.

### Première édition
La première partie correspond aux décrets conciliaires d'avant 500 : elle comprend les décrets découlant des conciles œcuméniques tenus avant 500. Deux manuscrits du IXe siècle témoigne de cette édition, plus un fragment d'un autre du VIIIe siècle.

### Seconde édition
La seconde édition est augmentée pour inclure un plus grand nombre de canons africains que dans la première édition ; la disposition des éléments en est bouleversée. Cette édition est mieux documentée, avec huit manuscrits : un fragment du VIe siècle, un manuscrit de Bourgogne du VIIe, trois du IXe, deux du Xe et un du XIIIe siècle.

### Troisième édition
La troisième édition n'est connue que par sa préface, conservée dans un manuscrit du IXe siècle ; elle contenait, d'après cette préface, une version du codex augmentée de décrets pontificaux, allant de ceux de Sirice à ceux d'Anastase II,.

## Réception du texte
De son vivant, Denys le Petit était plus particulièrement connu comme traducteur, et son travail sur ce codex est estimé par ses contemporains, notamment Cassiodore. Le travail de Denys est tellement estimé que des œuvres postérieures, qui s'inspirent certes de son travail, conservent en exergue la préface d'origine qu'il a rédigée. C'est notamment le cas de plusieurs manuscrits de la Dionysio-Hadriana du VIIIe siècle, de la Collection de Cresconius du Xe siècle.
La seconde version du texte semble avoir été la plus diffusée au Haut Moyen Âge, à partir de la première décennie du VIe siècle. Dès l'époque de Justinien, ce dernier reconnaît la Collection comme « œuvre des Apôtres » et la confirme en tant que loi ecclésiastique. Néanmoins, la reconnaissance canonique du texte va beaucoup moins de soi dans l'ancien Empire romain d'Occident. Le canon 46, par exemple, rejetant tout baptême d'hérétique, est contraire aux pratiques en vigueur en Europe de l'Ouest. Prenant acte des réserves ecclésiastiques, notamment celles du pape Hormisdas, la seconde version omet les canons litigieux.
Cela conduit à une organisation du texte que les historiens du début du XXe siècle jugent avec sévérité : de leur point de vue, les quarante-trois premiers chapitres de la Collection permettent d'établir clairement les intentions de l'auteur, concernant notamment la juridiction suprême de la cour romaine, le respect dû aux privilèges des églises et des monastères, les évêques qui troublent la régularité de la vie monastique. La suite du texte, en revanche, constitue à leurs yeux une accumulation peu cohérente.
Plus d'un millénaire après la publication de la Collection, Jean-Pierre Gibert voit dans le choix des textes opéré la « preuve de la Liberté des Églises à recevoir ou ne pas recevoir les Canons de discipline ».